# ニューファンドランド (犬)
ニューファンドランド（Newfoundland）は、カナダ東岸のニューファンドランド島を原産地とする犬種。もとは作業犬、海難救助犬であった。現在では愛玩犬として飼われる事が多いが、カナダなどでは現在も水難救助犬としても活躍している

## 概要
利口で気が優しく、穏やかな超大型犬である。日本では「ニューファン」、英語では "Newfy" の愛称がある。体重は、オスが60-70 kg、メスは45-55 kg 、体高はオスが平均71 cm、メスは平均66 cm。がっしりとした体型で、耳は比較的小さめの垂れ耳。目も小さく、くぼんでいる。瞳は濃い褐色。表情が豊かで、愛嬌があると言われる。
泳ぎが得意なことでも知られており、足には水かき用の膜がある。ダブルコートの厚く長い被毛は滑らかで、油脂分を含み、よく水をはじく。四肢は飾り毛におおわれ、垂れた尾にも毛が豊かに生えている。

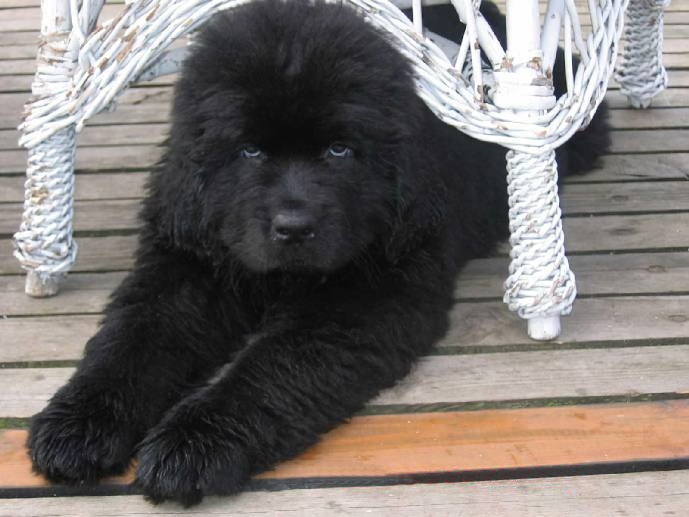
子犬

## 歴史

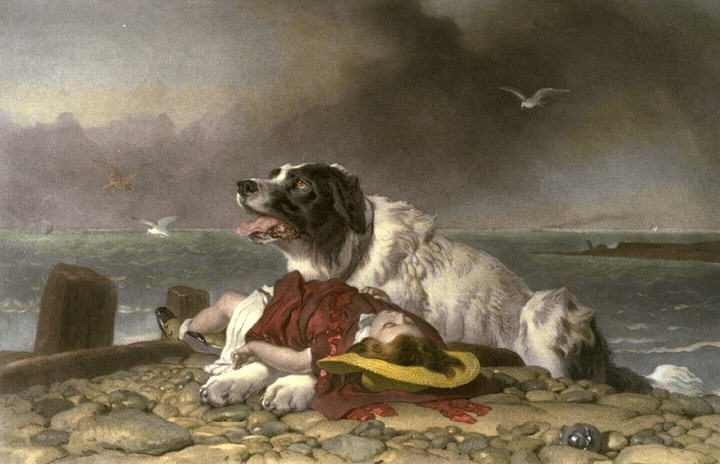
ランドシーア作 『救われた者』

原種はニューファンドランド島で、漁師の仕事を手伝い重い荷物を引くなどする作業犬として、また海難救助犬として活躍していた。
19世紀のはじめにイギリスに持ち込まれ、現在のような姿に改良された後、一躍人気犬種となり、ヨーロッパ全土に広がった。そのきっかけは、宮廷画家エドウィン・ランドシーア (Sir Edwin Henry Landseer 1802-1873) が、白黒2毛色のニューファンドランド犬を好んで描いたことであった（右図『救われた者』参照）。以来、白黒のニューファンドランドは、特にランドシーアと呼ばれている。また、20世紀のアメリカの画家メガリーも、この犬を描いている。
作家ジェームス・マシュー・バリーが『ピーター・パン』に登場させた乳母犬ナナもこの犬種である。しかし、ディズニーのアニメーションではナナはセント・バーナードに置き換えられている。
詩人バイロンもこの犬を愛した1人である。そのほか、ナポレオンも1815年にエルバ島から脱出の際、荒海の中で船から投げ出され溺れかけた時に漁師の飼っているニューファンドランド犬に命を救われたと伝えられる。作曲家ワーグナーの愛犬「Russumuck（愛称Russ）」もニューファンドランドであり、その墓がワーグナーの墓（バイロイト、ヴァーンフリート荘の庭園内）のすぐ脇にある。
今日、ニューファンドランド犬は超大型の家庭犬として、北欧諸国を中心に数多く飼われている。

## 特徴
伝統的な毛色はブラック。ほかに、ブラウン、ブラック・アンド・ホワイト（ランドシーア）がある（グレー色は認定外、白色&茶色も認定外）。
成長スピードはきわめて速い。ある程度の運動が必要で、特に泳ぐことを好む。寒さには非常に強い反面、暑さにも意外に強い。平常時においても唾液の分泌が多いと言われる。遺伝的な股関節形成不全がしばしばみられ、鼓腸症・心臓病また、よだれを垂らす傾向が強いと内臓疾患が疑われる。
寿命は8-10年。